# Anatolij Vasil'ev
Anatolij Aleksandrovič Vasil'ev in russo Анатолий Александрович Васильев? (Danilovka, 4 maggio 1942) è un regista teatrale russo.
È considerato uno dei leader della scena contemporanea europea.
È direttore artistico del teatro Scuola d'arti drammatiche, con sede a Mosca e svolge docenze anche presso Lione, in Francia.

## Primi anni
Vasil'ev nacque nell'Unione Sovietica a Danilovka. Si laureò in chimica presso l'Università di Rostov. Nel 1973, consegue il diploma in regia presso il GITIS, dove prima aveva lavorato con lo scenografo Igor' Popov. Questa collaborazione continuerà per gran parte del percorso artistico di Vasil'ev.
Come allievo regista del GITIS, mise in scena Assolo per l'orologio che rintocca, opera che per prima attirò l'attenzione del mondo del teatro. Produzioni successive furono nel 1978 La prima bevuta di Vassa Železnova e nel 1979 La figlia cresciuta da un giovane uomo (opere entrambe rappresentate presso il Teatro Stanislavskij), che contribuirono a consolidare la sua fama.

## Il teatro Taganka e la fondazione della Scuola d'arti drammatiche
Vasiliev e il gruppo d'attori che aveva raccolto attorno a sé abbandonarono il Teatro Stanislavskij nel 1982.
Nel 1985, Jurij Petrovič Ljubimov lo invitò a lavorare presso il teatro Taganka. Così Vasil'ev diresse lo spettacolo Cerceau, di Viktor Iosifovič Slavkin, che fu eletto tra l'altro come miglior spettacolo della stagione teatrale moscovita 1985/86.
Nel 1987, Vasil'ev fondò il teatro Scuola d'arti drammatiche coinvolgendo molti attori che avevano precedentemente collaborato con lui al teatro Stanislavskij. 
Il sito web del teatro riporta in poche righe la visione del teatro-scuola di Vasil'ev: 
Ha viaggiato e insegnato in tutto il mondo. Tra le principali città dove ha svolto docenze annovera Berlino, Belgrado, Bruxelles, Budapest, Helsinki, Londra, Monaco di Baviera, Parigi, Venezia, Roma, Rotterdam e Stoccarda.
Vasil'ev dirige ancora numerosi drammi ed è particolarmente attivo nel mondo del teatro. Crede di non poter continuare la sua carriera oltre i settant'anni.
A metà del 2011 Vasil'ev inizia in Polonia un seminario di ricerca sulle tecniche drammatiche presso l'Istituto Grotowski.

## Riconoscimenti
Nel 1990 viene insignito del I Premio Europa Realtà Teatrali per il lavoro compiuto assieme alla scuola d’Arte Drammatica di Mosca.
Con Igor' Popov, ha ricevuto nel 1999 lo "State Premium of Russia", premio nel campo della letteratura e dell'arte per la creazione della Scuola d'arti drammatiche e nel 2001 il premio nazionale "Triumph".